# Johann Ladislaus Dussek

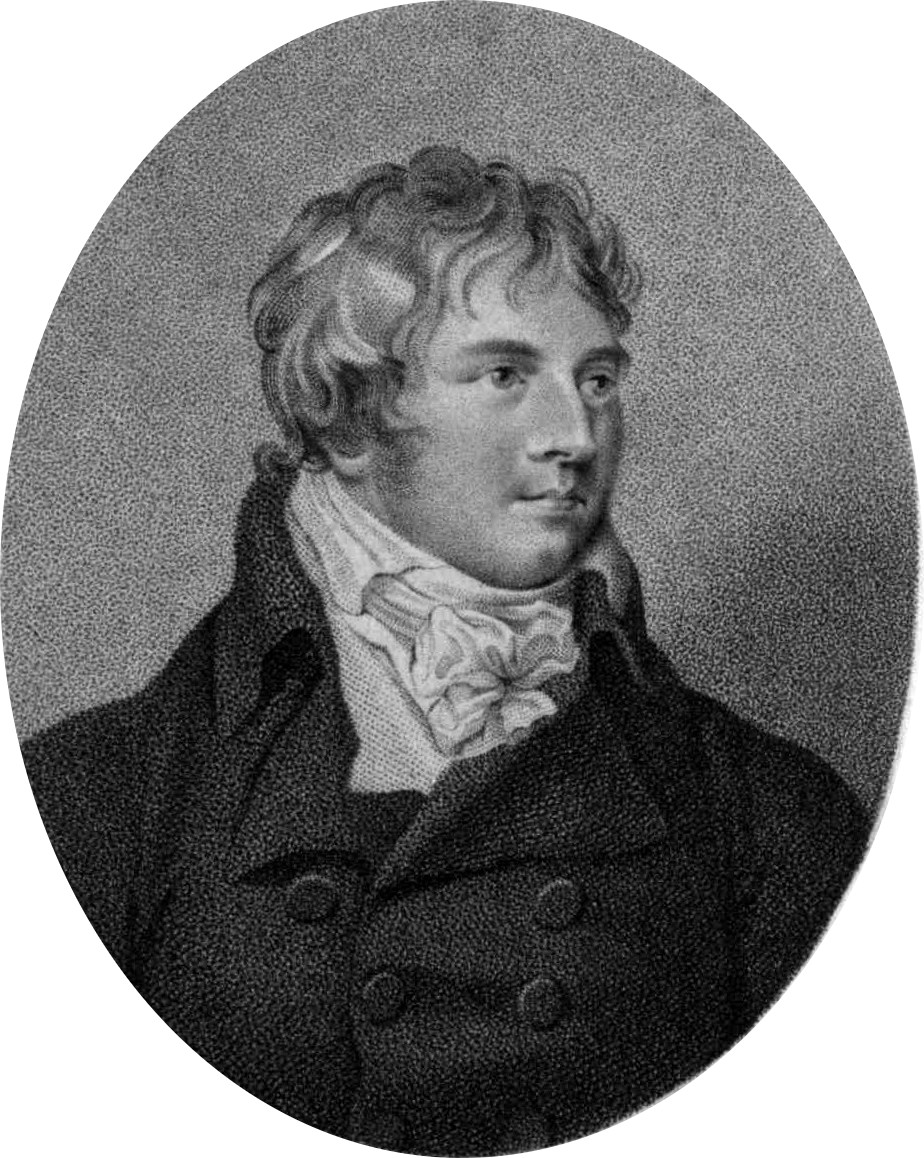
Johann Ladislaus Dussek auf einem Kupferstich von Wilhelm Arndt, ca. 1800

Johann Ladislaus Dussek, auch Johann Ludwig Dussek; tschechisch: Jan Ladislav Dussek; französisch: Jean Louis Dussek; ursprüngliche böhmische Schreibung: Dussik; neueres Tschechisch: Dusík (* 12. Februar 1760 in Čáslav in der Region Mittelböhmen; † 20. März 1812 in Saint-Germain-en-Laye bei Paris) war ein böhmischer Pianist und Komponist. Dussek ist die Eigenschreibung des Komponisten und die Normalform in der deutsch- und englischsprachigen Fachliteratur; der Eintrag im Taufbuch lautet auf Wenceslaus Joannes Dussik.
Johann Ladislaus Dussek ist nicht identisch oder verwandt mit dem böhmischen Pianisten und Komponisten Franz Xaver Duschek (tschechisch: František Xaver Dušek).

## Familie und frühe Jahre
Johann Ladislaus Dussek war der erstgeborene Sohn des Musiklehrers Johann (Jan) Josef Dusík (* 1738 in Mlazowitz (Mlazovice) bei Neupaka, † 1818 in Tschaslau) und der Harfinistin Veronika, geborene Štěvetová (1735–1807). Sein Vater war bis 1808 Chordirektor und Organist in Tschaslau. Ein Onkel von Johann Ladislaus Dussek war Wenzel Georg Dussek (Dusik) (1751–1815), Organist in Olmütz, Kantor in Großbirtesch und Mohelno, dessen Nachkommen bekannte Organisten in der Brünner Gegend in Mähren waren. Seine Tante Katharina Viktoria (* 1769 in Tschaslau, † 1833 in London), verehelichte Cianchettini, konzertierte als Sängerin, Pianistin und Harfenistin.
Seine musikalische Erziehung erhielt Johann Ladislaus als Chorknabe in der Kirche der Minoriten im mährischen Iglau und besuchte die Jesuiten-Seminare in Čáslav und zum überwiegenden Teil in Kuttenberg. Von 1776 bis 1778 besuchte er das Neustädter Gymnasium – dasselbe wie rund einhundert Jahre später Gustav Mahler – und studierte danach an der Karls-Universität Prag für ein Semester Theologie und Philosophie. In Kuttenberg erhielt er eine erste Anstellung als Organist und wurde Klavierlehrer der Kinder des Statthalters. Von hier ging er nach Mechelen, wo für den 16. Dezember 1779 ein öffentliches Konzert nachgewiesen werden kann. Bei weiteren Konzertreisen nach Amsterdam und Den Haag erntete er als Pianist stürmischen Beifall. Zu dieser Zeit entstanden erste, für Vortrag und Veröffentlichung geeignete Werke, u. a. ein erstes Klavierkonzert B-Dur (C. 1), dessen Komposition um 1779 nachgewiesen ist, das heute jedoch als verschollen gilt. Ebenfalls in diese Zeit fällt die Komposition der drei Klavierkonzerte (C-Dur, E-Dur, G-Dur) op. 1 Nr. 1–3 (C. 2–4); die Werke lagen 1783 zur Veröffentlichung vor.

## Konzertreisen in Europa

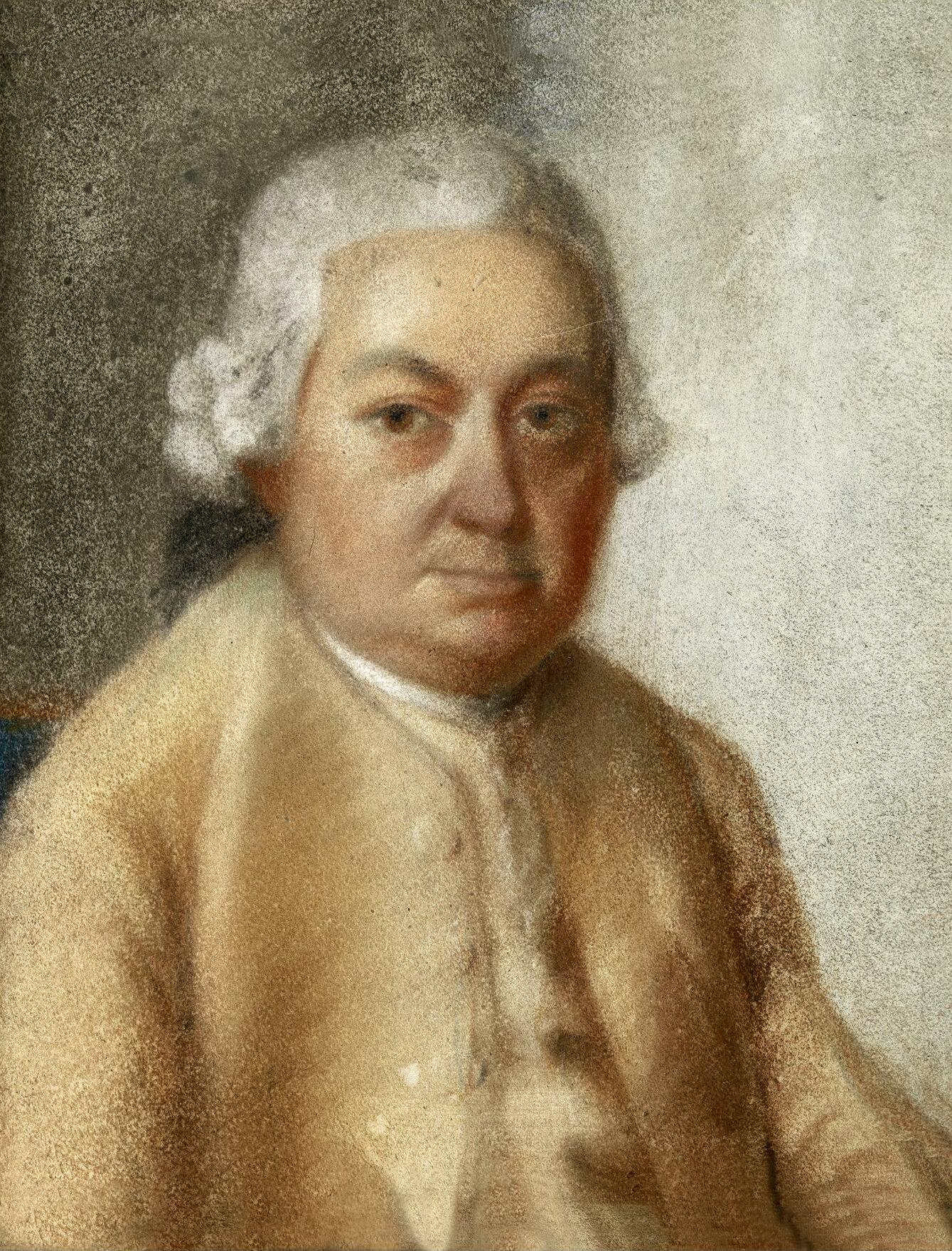
Carl Philipp Emanuel Bach

1782/83 traf Dussek möglicherweise mit Carl Philipp Emanuel Bach in Hamburg zusammen. In diesem Zeitraum trat er als Pianist und Komponist auch in Berlin und anderen umliegenden Städten mit großem Erfolg in Erscheinung, sowohl auf dem Pianoforte als auch auf der Glasharmonika.
Ernst Ludwig Gerber (1746–1819) berichtet von einem Konzertbesuch aus jener Zeit in seinem Historisch-biographischen Lexikon: „Mit Vergnügen erinnere ich mich noch, 1783 zu Cassel Zeuge von der außerordentlichen Fertigkeit, Präzision und Geschwindigkeit beider Hände dieses großes Künstlers auf dem Pianoforte und seines gelehrten und einsichtsvollen Spiels auf der Klavierharmonika gewesen zu sein.“
Noch im selben Jahr spielte Dussek in St. Petersburg vor Katharina der Großen. Er musste jedoch aus Russland fliehen, da ihm die Beteiligung an einem geplanten Anschlag auf die Zarin vorgeworfen wurde. Danach erhielt er für zwei Jahre eine Anstellung als Kapellmeister des Fürsten Karol Stanisław Radziwiłł (1734–1790) auf dessen Schloss in Njaswisch, wo der Fürst ein Orchester- und Opernensemble unterhielt. Dussek ging dort eine heimliche Liaison mit der Frau von Radziwiłłs Bruder, Hieronim Wincenty Radziwiłł ein, der Prinzessin Sophie Friederike von Thurn und Taxis. Am 17. Januar 1784 floh sie mit Dussek über die preußische Grenze bis nach Tilsit. Karol Stanisław Radziwiłł berichtete darüber am 25. Januar in einem Brief. Von dort reisten sie weiter nach Hamburg, von wo die Fürstin jedoch allein nach Regensburg zu ihrer Familie ging und sich mit ihrem Gatten wieder versöhnte.
Um 1786 zog Dussek nach Paris, nachdem er während der zwei Jahre zuvor erfolgreich in mehreren deutschen Städten konzertiert hatte. Von 1786 bis 1789 war er als Pianist, Komponist und Pädagoge in Paris tätig, wo er ein Freund des französischen Königspaares und vieler anderer französischer Persönlichkeiten war. Er verkehrte auch im Salon des Pierre-Augustin Caron de Beaumarchais. Nur einmal besuchte er seinen Bruder Franz Josef Dussek (* 1765 in Tschaslau, verstorben nach 1816 in Sittich in der Krain/Jugoslawien), u. a. Korrepetitor und 1798 Militärkapellmeister in Venedig. 1788 führte ihn eine Konzerttournee durch mehrere Städte in Italien, u. a. nach Mailand. Bekannt wurde das Gerücht, Marie-Antoinette habe ihn mit allen möglichen Mitteln von dieser Konzertreise abzuhalten versucht.

## Aufenthalt in London

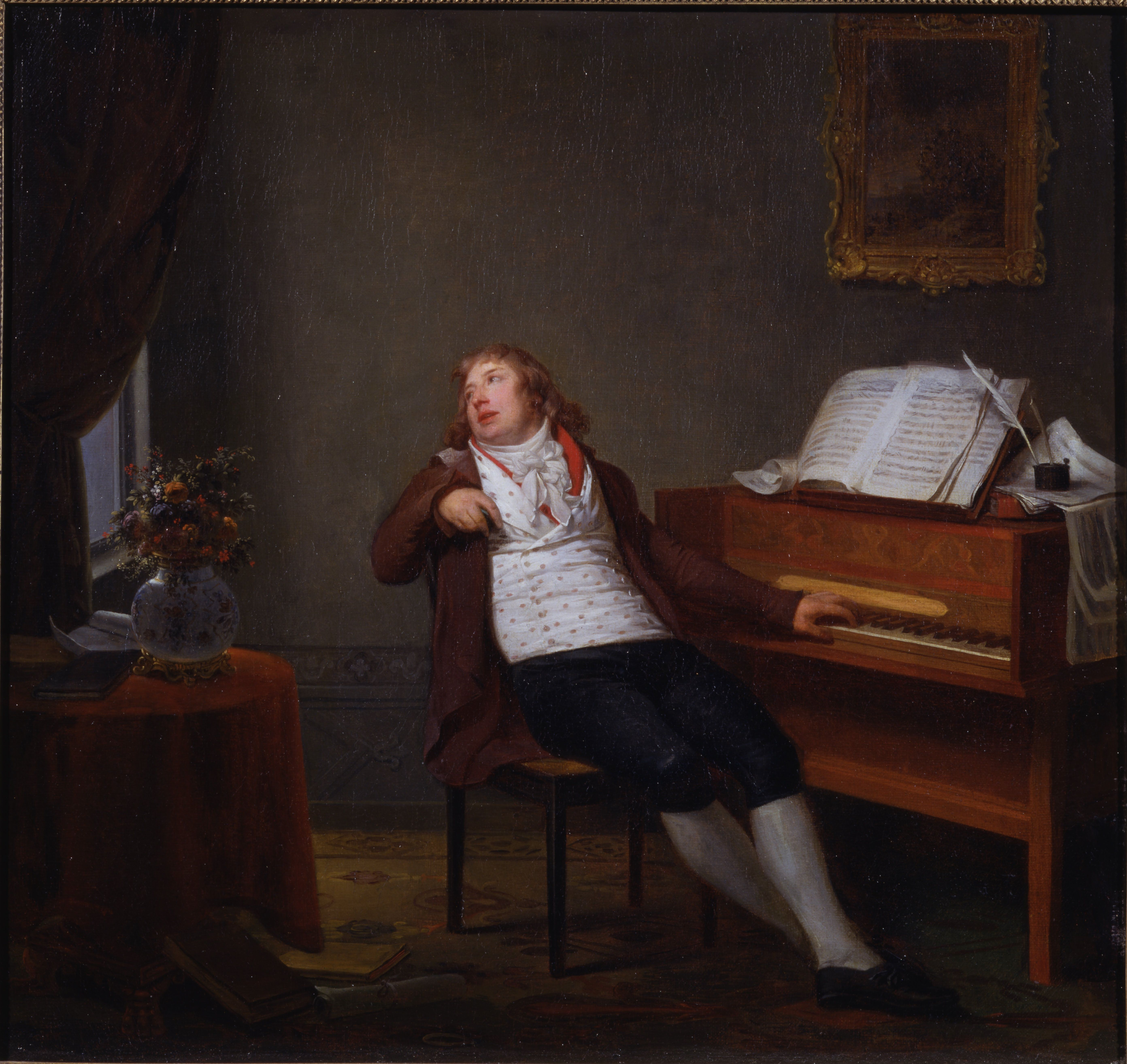
Henri-Pierre Danloux: Johann Ladislaus Dussek am Klavier (1795)

1789 übersiedelte Dussek noch vor dem Ausbruch der Französischen Revolution in die britische Hauptstadt London, die damals als eines der aufstrebenden Musikzentren Europas galt. Dussek lebte über ein Jahrzehnt in London. Sein erstes dokumentiertes Konzert als Pianist, bei dem er auch eigene Kompositionen vortrug, erfolgte am 1. Juni 1789 in den Hanover Square Rooms. Dabei erntete er großen Beifall und stellte damit die Weichen für seine weitere Karriere. Er trat in Konzerten des Impresarios Johann Peter Salomon auf (1791 und 1794), lernte durch diesen auch Joseph Haydn kennen, mit dem er auch konzertierte. Haydn war der einzige Wiener Meister, der jemals Kontakt zu Dussek hatte. Zwischen den beiden bestand offenbar ein freundschaftliches Verhältnis, denn später lobte der alte Meister Dussek in einem Brief an dessen Vater als „aufrechtesten Mann des Anstands, der Kultur und, im Bereich der Musik, als exzellentesten von allen“.
Innerhalb dieser Jahre stieg Dussek zu einem überaus erfolgreichen Pianisten auf. Seine Konzerte müssen beim Publikum einen tiefen Eindruck hinterlassen haben, trotz der nicht zu unterschätzenden Konkurrenz von Haydn, Ignaz Josef Pleyel und Muzio Clementi. Zu diesen Männern, insbesondere zu Clementi, entwickelte Dussek ein freundschaftliches Verhältnis; ihm widmete er seine Klaviersonate op. 10 Nr. 1 (C. 60) in A-Dur. Besondere Erfolge erzielte er vor allem mit seinem pianistischen Lehrwerk Instructions on the Art of Playing the Piano Forte or the Harpsichord (Verlag Corri, Dussek co., London, 1796), das bald ins Französische und Deutsche übersetzt wurde (Méthode pour le piano forte (Paris, chez Mad. Duban) bzw. Pianoforteschule (Leipzig, Breitkopf & Härtel)). Seine Erfolge weckten auch bei Verwandten einiges Vertrauen: Seine Schwester Veronika (1769–1833) besuchte ihn z. B. während seiner Zeit in London. Sie kehrte nie wieder in ihre Heimat zurück, da sie einen englischen Musikalienhändler heiratete und ein gesichertes Leben in der britischen Hauptstadt führen konnte.
Vielleicht war Johann Ladislaus Dussek der Geliebte, mit dem die Harfenistin Anne-Marie Krumpholz, Frau des Harfenisten Jean-Baptiste Krumpholz, gegen Ende der 1780er Jahre nach London floh. 1792 heiratete Dussek dort die vormalige Schülerin und erfolgreiche Sängerin, Pianistin und Harfenistin Sophia Corri (1775–1831).
Mit seinem Schwiegervater Domenico Corri (1746–1825) betrieb er ab 1794 den Musikverlag und Musikalienhandel Corri, Dussek & co, den Corri allein bereits seit 1779 in Edinburgh und seit 1790 in London geführt hatte. Zum englischen Klavierhersteller John Broadwood baute er ein sowohl geschäftliches, als auch freundschaftliches Verhältnis auf. Er war es, der den Klavierbauer zwischen 1789 und 1794 veranlasste, den Tastenumfang der Klaviatur der Broadwood-Instrumente zuerst von 5 auf 5½, dann auf 6 Oktaven auszubauen, sowie auf eine größere Robustheit Wert zu legen. Einen so erweiterten Flügel besaß später auch Ludwig van Beethoven ab 1817, der ihn als Geschenk von Broadwood erhalten hatte. Auch im Bereich der Komposition tat sich die Möglichkeit zu Neuem auf: Während die Klaviersonaten nach wie vor eine überaus starke Position einnahmen, machte Dussek erste Erfahrungen mit der Bühne: Er komponierte sein einziges Drama The Captive of Spilberg (C. 155) sowie Ouvertüren zu Michael Kellys Feudal Times und Pizarro (C. 159 und 173). Außerdem schuf er hier acht seiner insgesamt siebzehn Klavierkonzerte (wobei die Werke C. 53 und 129 auch als Harfenkonzerte gespielt werden können). Große Beachtung verdient auch sein 10-teiliger programmatischer Zyklus The Sufferings of the Queen of France, der den Leidensweg Marie-Antoinettes kurz vor ihrer Hinrichtung thematisiert (C. 98).
Doch die Zeit um das Jahr 1799 markiert einen Wendepunkt in Dusseks Leben. Wurde 1799 noch seine Tochter Olivia Francisca geboren, so bedrohte ein Konkurs die Existenz der Familien Corri und Dussek. Auch die Ehe der beiden Musiker war längst keine glückliche mehr, beide Ehepartner pflegten andere Verhältnisse nebenher. Nach dem endgültigen Konkurs des Verlages verließ Dussek aus Angst vor der Justiz London in Richtung Hamburg, sein Schwiegervater kam in Haft. Der Verlust seiner Familie, aber auch seiner Wahlheimat England und London und des Londoner Publikums, nahmen den Komponisten schwer mit. Es bestand noch einige Zeit ein Briefwechsel zwischen Dussek und seiner Frau, doch auch dieser riss im Laufe der Jahre ab. Er sah sie, genau wie seine Tochter und seinen Schwiegervater, nie mehr wieder.

## Beziehung zu Prinz Louis Ferdinand von Preußen

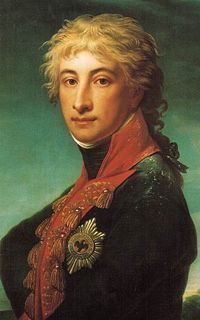
Prinz Louis Ferdinand von Preußen, Porträt von Jean-Laurent Mosnier, 1799

Nach der Flucht nach Hamburg lernte Dussek Anfang Februar des Jahres 1800 Louis Ferdinand von Preußen kennen. Der Prinz war selbst ein fähiger Musiker, von dem Beethoven sagte, er spiele gar nicht königlich oder prinzlich, sondern wie ein tüchtiger Klavierspieler. Louis Ferdinand soll einige Kompositionsstunden bei Dussek genommen haben, der Prinz verließ Hamburg jedoch bereits am 18. Februar. Der Kontakt zwischen den beiden dürfte weiterhin bestanden haben, denn 1803 widmete Dussek dem Prinzen sein Klavierquartett Es-Dur (C. 197). 1804 ließ ihn Louis Ferdinand zu sich nach Berlin kommen. Zu dieser Zeit hatte dieser bereits erste Kompositionen verfasst; bei der Erstaufführung seines Klavierquintetts Op. 1 spielte Dussek den Klavierpart. Im Mai nahm Louis Ferdinand ihn mit in die Garnisonsstadt Magdeburg. Von da an bis zu Louis Ferdinands Tod war Dussek Lehrer, Kammermusikpartner, Kapellmeister, Gesellschafter und auch Zechkumpan des Prinzen, ohne dass ein fester Vertrag zustande gekommen war. Durch die Beziehungen Louis Ferdinands hatte Dussek auch Zugang in Kreise so prominenter Persönlichkeiten wie Johann Wolfgang von Goethe und Louis Spohr.
Über den Unterricht, den Dussek dem Prinzen erteilte, ist wenig bekannt; eine gegenseitige Beeinflussung scheint nicht ausgeschlossen. Dass ein sehr freundschaftliches und vertrautes Verhältnis zwischen Dussek und dem Prinzen bestand, steht außer Zweifel; das belegt beispielsweise eine Notiz von Louis Ferdinands Adjutanten Carl Graf von Nostitz:

„[…] und um 6 Uhr Tafel. Hier erwarteten uns Frauen und die Gesellschaft munterer Männer […] Ausgewählte Speisen und guter Wein, besonders Champagner […], stillte Hunger und Durst, doch das Mahl […] wurde durch Musik und den Wechsel heiterer Erholung weit über das gewöhnliche Maß verlängert. Neben dem Prinzen stand ein Piano. Eine Wendung und er fiel in die Unterhaltung mit Tonakkorden ein, die dann Dussek auf einem anderen Instrument weiter fortführte. So entstand oft zwischen beiden ein musikalischer Wettkampf, ein musikalisches Gespräch konnte man es nennen, das alle durch Worte angeregte Empfindungen der Seele in bezaubernden Tönen lebhafter fortklingen ließ.“

Dussek, der ja schon Erfahrung im Verlagswesen hatte, übernahm die Veröffentlichung der Werke des Prinzen, der diese eigentlich nur für den eigenen Gebrauch geschrieben hatte. Am 10. Oktober 1806, 4 Tage vor der Schlacht bei Jena und Auerstedt, fiel der Prinz als Kommandant einer preußischen Vorhut im Kampf mit Napoleonischen Truppen. Kurz zuvor soll er im Lager noch Dusseks und eigene Werke am Klavier vorgetragen haben. Mit seiner Klaviersonate Elégie Harmonique sur la Mort de Son Altesse Royale le Prince Louis Ferdinand de Prusse en Forme de Sonate pour le Piano-Forte in fis-Moll Op. 61, setzte Dussek dem Prinzen wie auch sich ein musikalisches Denkmal.

## Kompositionen

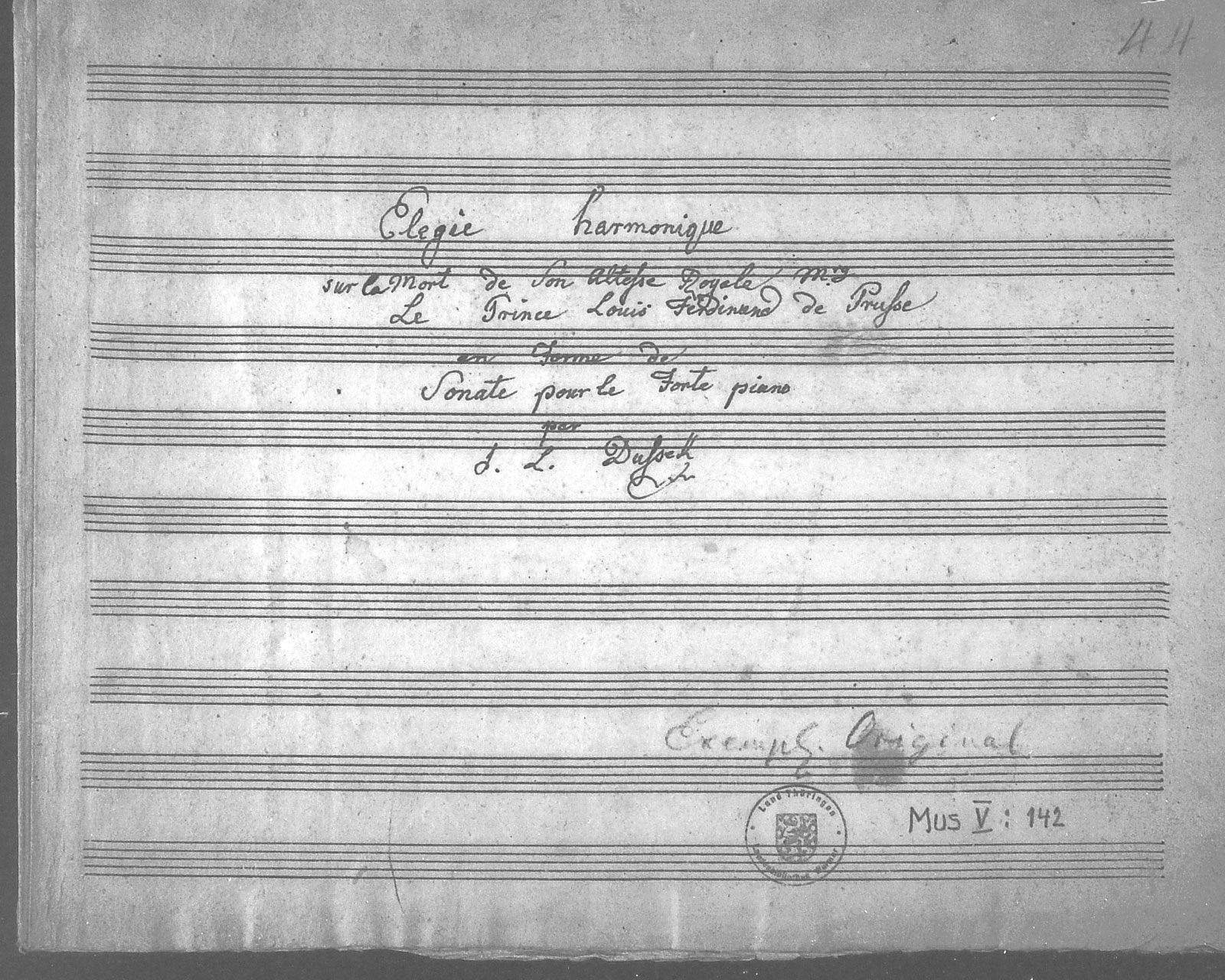
Deckblatt der Sonate fis-Moll Elégie harmonique von Dussek

## Die letzten Jahre

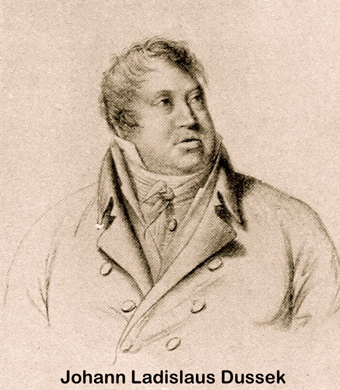
Johann Ladislaus Dussek, um 1810

Nach dem Tod des Prinzen war Dussek eine kurze Zeit beim Prinzen von Isenburg angestellt, bevor er erneut nach Paris zog, wo er die letzten Jahre seines Lebens seit 1808 Kapellmeister des französischen Ministers Charles-Maurice de Talleyrand-Périgord war. In programmatischer Anlehnung an diese Rückkehr komponierte Dussek seine vielleicht bedeutendste Klaviersonate, Le Retour à Paris in As-Dur op. 64 (durch spätere Veröffentlichung anderer Verlage auch als op. 70 und 71 bekannt). Obgleich er einige Zeit noch als Konzertpianist für Furore sorgte – er spielte nun ausschließlich auf französischen Instrumenten –, wurden die Anstrengungen und Kränkungen der letzten Jahre allmählich sichtbar. Dem Alkohol dürfte er schon vor der Begegnung mit Prinz Louis Ferdinand verfallen gewesen sein. Jetzt entwickelte der resignierte Komponist eine extreme Adipositas, die es ihm mühevoll werden ließ, die Tasten des Klavieres zu erreichen. Auch plagten Dussek zwar schon seit vielen Jahren, aber besonders stark nach dem Tode des Prinzen, schwere Depressionen sowie eine darauf zurückzuführende ungewöhnliche Anteilnahmslosigkeit an öffentlichen und hausinternen Angelegenheiten. Schließlich starb Johann Ladislaus Dussek (vermutlich) am 20. März 1812 in seiner Wohnung in St. Germain-en-Laye an der Gicht.

## Würdigung als Komponist
Johann Ladislaus Dussek erwarb seinen Lebensunterhalt nicht durch den Verkauf seiner Kompositionen, sondern durch Einnahmen als Virtuose und durch Zuwendungen seiner Gönner. Er bereiste ähnlich wie später Franz Liszt ganz Europa. Sein umfangreiches Werk (Das C.-Verzeichnis nach Howard Allen Craw nennt 287 + 17 Werke) kann, wenn man seine große Bedeutung ermessen will, auf eine kleinere Auswahl reduziert werden. Als Virtuose komponierte er überwiegend für sein Instrument, neben Solostücken auch eine Klavier-Kammermusik und Solokonzerte; einige Ouvertüren, eine Osterkantate und die Streichquartette op. 60 gehören dem Genre der klavierlosen Orchester- bzw. Instrumentalmusik an. Ein relativ großer Teil seiner Soloklaviermusik war auf rasch erlernbare Technik ausgelegt; Werke, die schnell niedergeschrieben und gut zu spielen waren. Die meisten dieser „sonatinenhaften“ Sonaten komponierte er in den Jahren 1789 bis 1799.

### Kennzeichen und Bedeutung seiner Klaviermusik
Die Klaviermusik bildet das Zentrum seines kompositorischen Schaffens. Neben gefälligen Einzelwerken, meist Variationen oder Klaviermärsche, einer Sammlung Etudes Mélodiques op. 16 und den Sonatinen op. 20 und einigen Fantasien sind es die Klaviersonaten, die das Gros seines Schaffens für Solo-Klavier ausmachen. Das gängige Werkverzeichnis nennt 31 bzw. 32 Klaviersonaten, wenn man die Einzelkomposition La Chasse. Sonate pour le Pianoforte C.146 mitrechnet. Dieser Aufzählung ist mit Vorsicht zu folgen. Schon der amerikanische Pianist Frederick Marvin, der in den 1970er-Jahren ausgewählte Werke bei Dorian Discovery einspielte, nimmt die als Sonate pour Pianoforte avec Accompagnement d'un Violon ad libitum titulierte Sonate op. 4 Nr. 3 in f-Moll mit in sein Programm auf, ähnlich wie Markus Becker, der die Violinsonaten op. 9 einspielte (die jedoch, im Unterschied zur ersteren Sonate, kurz darauf tatsächlich als op. 10 ohne Violinstimme erschienen).
Was sein Sonatenschaffen sofort von dem seiner Zeitgenossen abhebt, ist die formale Anlage seiner Werke: Der überwiegende Teil seiner Sonaten ist zweisätzig; lediglich drei Sonaten weisen vier Sätze auf. Dass sich gerade unter den ersteren herausragende Kompositionen befinden, zeigt, dass die kleinere Anzahl der Sätze nicht mit niedriger Qualität in Verbindung gebracht werden darf. Hierin und in der abwechslungsreichen Kombination verschiedener Satztypen (z. B. Adagio non troppo - Vivace con spirito in op. 10/2; Allegro maestoso e moderato in E-Dur – Presto con fuoco in e-Moll in op. 10/3; Allegro con spirito – Andantino espressivo, ma non troppo (Thema und Variationen) in op. 39/3) liegt ein besonderer Reiz der Klaviersonaten von Dussek, an die in Konzert oder Recital vom Interpreten ganz anders herangegangen werden muss als bei den meist drei- oder viersätzigen Sonaten Joseph Haydns, Wolfgang Amadeus Mozarts oder Ludwig van Beethovens.
Das Sonatenschaffen Johann Ladislaus Dusseks lässt sich relativ klar in drei Abschnitte unterteilen, die sich in die Jahre bis 1789, 1790 bis 1806 und von da an bis zu seinem Tod einteilen lassen. Unter den frühen Sonaten, zwischen 1786 und 1789 entstanden, finden sich überraschenderweise die virtuosesten und technisch anspruchsvollsten Stücke, obgleich die größten Erfolge als Pianist erst über die kommenden Jahre eintreten sollten. Die neuartigen Figuren und Satzweisen, auf die in Zusammenhang mit Dusseks musikalischer Bedeutung oftmals hingewiesen wird, bilden den großen Reiz dieser frühen Kompositionen, was jedoch ab und an zu einer gewissen „Überladenheit“ ausufert, so dass sich die Relationen zwischen Musikalität und technischem Anspruch verlieren (z. B. im Larghetto der Klaviersonate in C-Dur op. 9/2). Die herausragenden Sonaten dieses Abschnitts sind die zweisätzigen in f-Moll op. 4/3 bzw. D-Dur op. 9/3 sowie die dreisätzige in C-Dur op. 9/2, die sich sowohl durch ihre virtuosen Figuren (Oktav-, Sext- und Terzketten, Sechzehntelfiguren in Intervallen, Oktavbässe, taktungebundene Läufe) als auch ihre Ausdrucksstärke (insbesondere im Opus 4) aus den ohnehin hochwertigen Sonaten noch weiter absetzen. Insgesamt lässt sich in den Sonatensätzen eine Anlehnung an Wolfgang Amadeus Mozart und Joseph Haydn erkennen, insbesondere die geradezu irrwitzigen Rondos stehen letzterem nahe.
In ihrer Gesamtheit betrachtet liegt die Qualität der mittleren Sonaten unter jener der frühen und späten Werke. In Klaviersatz, Struktur und Gestus ähneln sich viele der Sonaten sehr stark, und manche Sonaten könnte man auch als Sonatinen bezeichnen. Diese einfacheren Kompositionen außer Acht lassend, findet sich in diesem Zeitraum auch eine Reihe exzellenter Werke, mit dem Opus 35 sogar drei der beliebtesten Sonaten überhaupt und mit der Farewell in Es-Dur op. 44 auch die erste seiner insgesamt drei Sonaten mit vier Sätzen. Ein markanter Unterschied zu den früheren Werken ist der „verschobene“ technische Anspruch: Während der Klaviersatz der frühen Werke durch virtuose Figuren und Läufe geprägt sind, sind viele Klavierwerke nun von einem ruhigeren, nicht ganz so aufdringlichen Tonfall gekennzeichnet. Hier trifft man in einigen Werken auch erstmals auf den mehrstimmigen Klaviersatz, der sein auffälligstes Stilmerkmal ist: Die Führung einer Melodie in einer Hand bei gleichzeitigem Achtel- oder Sechzehntelunterbau (manchmal auch darüber), was nicht selten den wiederholten Gebrauch des vierten und fünften bzw. ersten und zweiten Fingers und höchste musikalische Präzision und Fingerkontrolle verlangt. Auffallend in diesem Zusammenhang sind vor allem Figuren wie im Seitenthema der Klaviersonate in B-Dur op. 35/2, in denen die Melodie auf Triolen getragen wird. Diese Technik (die Dussek unter anderem in den späten Klavierkonzerten exzessiv betreibt) findet sich später sehr häufig in den Werken Franz Schuberts. Der Einfluss Mozarts bleibt in den Sonaten an einigen Stellen noch erhalten, obgleich der Klaviersatz bereits um einiges voluminöser und kräftiger ist. Der Einfluss Muzio Clementis tut sich in einigen der frühen Werke nach 1790 zusehends auf, doch auch ihn lässt Dussek spätestens mit dem Opus 35 aus dem Jahr 1797 hinter sich.
Die fünf späten Sonaten, von der Elégie harmonique in fis-Moll op. 61 bis zur L’invocation in f-Moll op. 77 gehören (bis auf die Sonate in D-Dur op. 69/3) zu Dusseks bedeutendsten Werken, stehen in ihrer Qualität den Klaviersonaten anderer Meister jener Zeit in nichts nach. Während die Elégie harmonique ein freies, fast rhapsodisch Werk ist, präsentieren die drei Sonaten in As-Dur op. 64 (geschrieben anlässlich seiner Rückkehr nach Paris; auch als op. 71 und 71), Es-Dur op. 75 und f-Moll op. 77 den typischen späten Dussekschen Spätstil, der sich u. a. im letzten Klavierkonzert in Es-Dur op. 70 oder der Sonate zu vier Händen in B-Dur op. 74 findet. Er zeichnet sich aus durch elegante, fast schon salonhafte Brillanz, anspruchsvolle Mehrstimmigkeit (z. B. in der Sonate op. 64: Eine sich aufwärtsschraubende Sechzehntel-Linie bei gleichzeitig darüber aufsteigenden Vierteln in der rechten Hand), ungewohnt dichte thematische Ausarbeitung und kühne Harmonik. Die Nähe zu Johann Nepomuk Hummel, Franz Schubert und Carl Maria von Weber, vereinzelt auch schon zu Frédéric Chopin, Robert Schumann oder gar Johannes Brahms, kann diesen späten Werken nicht abgesprochen werden.
Abseits der Klaviersonaten stechen aus seinem Klavierschaffen zudem die Sonatinen op. 20 hervor. Diese sechs kleinen Kompositionen (um deren bekanntes Stück, die 1. Sonatine in G-Dur, heute fast kein Klavierschüler herumkommt) stehen trotz ihrer Schlichtheit bei Schülern, Pädagogen wie Pianisten hoch im Kurs, was seinen Grund vor allem im immensen melodischen und figurativen Einfallsreichtum hat. Die Sonatinen können vereinzelt sogar ohne schlechtes Gewissen über manche seiner schwächeren Klaviersonaten gestellt werden.
Von Bedeutung ist auch die – im Vergleich zu anderen Komponisten – hohe Anzahl der Kompositionen für Harfe. Dussek war lange Phasen seines Lebens von Harfenistinnen umgeben: Schon seine Mutter war eine talentierte Harfenistin, des Weiteren seine Frau Sophia Corri, schließlich seine Tochter Olivia (Komponistin einer Großen Sonate für Harfe solo, die lange Zeit Dussek zugeschrieben wurde). In jüngster Zeit hat die Tschechin Jana Bouskova die gesamten Harfenkompositionen Dusseks mit Ausnahme der Harfenkonzerte eingespielt.
Wohl legendär ist mittlerweile die Vermutung (u. a. erwähnt durch den Komponisten Václav Jan Křtitel Tomášek), dass Dussek der erste war, der den Flügel seitlich zum Publikum richtete, angeblich um sein „wohlgeformtes Profil den Damen präsentieren zu können“. Tatsächlich hat Louis Spohr zur etwa gleichen Zeit dieselbe Neuerung in seinen Konzerten eingebracht, denn er erkannte richtig, dass die Schallwellen so besser in Richtung des Publikums abgegeben werden können. Da die beiden Komponisten im Zuge der Bekanntschaft zu Prinz Louis Ferdinand einander gekannt haben könnten, liegt ein gegenseitiger Austausch dieses Gedankens nicht fern.
Eine Sammlung seiner Kompositionen, bestehend aus zwölf Konzerten, einer konzertierenden Symphonie für zwei Klaviere, einem Quintett und Quartett, zahlreichen Trios, Sonaten, Fantasien und anderen Werken, erschien in neun Bänden in Leipzig bei Breitkopf u. Härtel sowie bei Litolff. Als Komponist wie als Virtuose verfolgte Dussek eine so gediegene Richtung, dass er mit Recht neben Muzio Clementi und Johann Baptist Cramer zu den klassischen Vertretern seines Instruments gerechnet werden darf, wenn auch seine Werke, mit Ausnahme des Andante La consolation, op. 62, und der von ihm gemeinschaftlich mit Ignaz Pleyel veröffentlichten Méthode nouvelle pour le piano et notamment pour le doigter, bald nach seinem Tod in Vergessenheit gerieten.

## Werke

### Konzerte
- 3 Klavierkonzerte C, Es, G op. 1 c2–4 (vor 1783)
- Klavierkonzert Es op. 3 c33 (1787)
- Konzert für Harfe/Klavier und Orchester Es op. 15 c53, c265 (1789); auch als op. 26
- Klavierkonzert F op. 14 c77 (1791?)
- Konzert für Klavier/Harfe und Orchester F op. 17 c78, c266 (um 1792)
- Klavierkonzert B op. 22 c97 (1793)
- Klavierkonzert F op. 27 c104 (1794)
- Klavierkonzert C op. 29 c125 (1795)
- Konzert für Klavier/Harfe und Orchester C op. 30 c129, c267 (1795)
- Militärkonzert, Klavierkonzert B op. 40 c153 (1798)
- Konzert für Klavier/Harfe und Orchester F c158 (1798?)
- Klavierkonzert g op. 49 c187 (1801); auch als op. 50
- Konzert für zwei Klaviere und Orchester B op. 63 c206 (1805–06)
- Klavierkonzert Es op. 70 c238 (1810)

### Kammermusik

#### Sonaten für Klavier und Violine
- 3 Sonaten B, G, C op. 1 c5–7 (1782)
- 3 Sonaten C, F, c op. 2 c14–16 (um 1786)
- 6 Sonaten C, F, B, C, D, G op. 3 c17–22 (um 1786); auch als op. 46
- 3 Sonaten C, B, F op. 1 c27–29 (1787)
- 3 Sonaten F, Es, f op. 4 c37–39 (1787)
- 3 Sonaten G, B, As op. 5 c41–43 (1788)
- 3 Sonaten C, F, A op. 8 c54–56 (um 1789)
- 3 Sonaten B, C, D op. 9 c57–59 (um 1789)
- 3 Sonaten A, g, E op. 10 c60–62 (um 1789)
- 3 Sonaten F, B, C op. 12 c64–66 (1790)
- 3 Sonaten B, D, G op. 13 c67–69 (1790)
- 3 Sonaten C, G, F op. 14 c71–73 (1791)
- 3 Sonaten C, F, G op. 16 c74–76 (1791); auch als op. 17 und op. 18
- 3 Sonaten B, a, Es op. 18 c79–81 (um 1792)
- Sonate B op. 24 c96 (1793); auch als op. 23 und op. 27
- 6 Sonaten C, F, B, D, g, Es op. 28 c118–123 (1795)
- Sonate C op. 36 c154 (1798)
- 3 Sonaten B, G, D op. 69 c240–242 (1811); Nr. 2

#### Sonaten für Klavier und Flöte oder Violine
- 3 Sonaten G, D, C op. 4 c23–25 (um 1786); auch als op. 51
- 6 Sonatinen G, C, F, A, C, Es op. 19 c88–93 (1793); auch als op. 20
- 3 Sonaten F, D, G op. 25 c126–128 (1795)

#### Sonaten für Klavier und Violoncello
- 3 Sonaten C, F, A op. 20/21 c54–56 (um 1789); Bearb. der Violinsonaten op. 8

#### Weitere Kammermusik
- 3 Sonaten für Klavier, Violine und Violoncello C, B, e op. 2 c30–32 (1787)
- 3 Sonaten für Klavier und Flöte C, G, Es op. 7 c50–52 (1789)
- Sonate für Klavier, Flöte und Violoncello C op. 21 c94 (1793)
- Duetto für Klavier/Harfe und Klavier F op. 26 c102 (um 1794)
- 3 Sonaten für Klavier, Violine/Flöte und Violoncello B, D, C op. 31 c132–134 (um 1795)
- 3 Sonaten für Klavier, Violine und Violoncello F, D, B c141–143 (1796); auch als op. 24 und op. 29
- 2 Sonaten für Harfe, Violine und Violoncello Es, B op. 34 c147–148 (1797)
- Sonate für Klavier, Violine und Violoncello Es op. 37 c169 (1799)
- Duett für Klavier/Harfe, Klavier und 2–3 Hörner ad lib. Es op. 38 c170 (1799); auch als op. 36
- Quintett für Klavier, Violine, Viola, Violoncello und Kontrabass f op. 41 c172 (1799, rev. 1803); auch als op. 47
- 3 Streichquartette G, B, Es op. 60 c208–210 (1807)
- Trio für Klavier, Flöte und Violoncello F op. 65 c214 (1807)
- Notturno concertante für Klavier, Violine und Horn ad lib. Es op. 68 c233 (1809); auch als op. 69
- 3 Sonaten für Harfe und Klavier B, Es, F op. 69 c234, 239, 243 (1810–11); auch als op. 74, 72, 73
- 2 Sonaten für Klavier, Violine und Kontrabass Es, B op. posth. c260–261 (1812); Nr. 2 unvollendet

### Klaviermusik

#### Klaviersonaten
- Sonate As op. 5,3 c43 (1788)
- 3 Sonaten B, C, D op. 9 c57–59 (um 1789); Bearb. der Violinsonaten
- 3 Sonaten A, g, E op. 10 c60–62 (um 1789); Bearb. der Violinsonaten
- 3 Sonaten C, G, F op. 14 c71–73 (1791); Bearb. der Violinsonaten
- Sonate a op. 18,2 c80 (um 1792); auch als op. 19,2
- Sonate B op. 24 c96 (1793); auch als op. 23 und op. 27
- Sonate D op. 25,2 c127 (1795)
- Sonate D op. 31,2 c133 (um 1795)
- 3 Sonaten B, G, c op. 35 c149–151 (1797)
- 3 Sonaten G, C, B op. 39 c166–168 (1799)
- Sonate A op. 43 c177 (1800)
- The Farewell, Sonate Es op. 44 c178 (1800)
- 3 Sonaten B, G, D op. 45 c179–181 (1802)
- 2 Sonaten D, G op. 47 c184–185 (1801)
- Elégie harmonique sur la mort du Prince Louis Ferdinand de Prusse, Sonate fis op. 61 c211 (1806–7)
- Le retour à Paris, Plus ultra, Sonate As op. 64 c221 (1807); auch als opp. 70, 71 und 77
- Sonate D op. 69,3 c242 (1811); auch als op. 72,3
- Sonate Es op. 75 c247 (1811)
- L'invocation, Sonate f op. 77 c259 (1812)

#### Sonaten für Klavier zu vier Händen
- Grande Overture, Sonate C c144 (1796); auch als op. 32 und op. 33
- Sonate C op. 48 c186 (um 1801)
- Sonatine C c207 (1806)
- 3 Sonaten C, F, B op. 66 c230–232 (1809); auch als op. 67
- Sonate B op. 74 c234 (1811); Bearb. der Sonate für Harfe und Klavier op. 69,1
- Sonate Es op. 72 c239 (1810)
- Sonate F op. 73 c243 (1813); Bearb. der Sonate für Harfe und Klavier op. 69,3 sicher

## Diskografie
- Johann Ladislaus Dussek: Violinsonaten Vol. 1, 2, 3, mit Julia Huber (Violine), Miriam Altmann (Hammerflügel), Brilliant Classics (wird fortgesetzt).
- Johann Ladislaus Dussek: Sämtliche Klaviersonaten, auf Hammerklavier (mehrere CDs), mit Alexei Lubimov, Bart van Oort, Piet Kuijken, Naruhiko Kawaguchi (Brilliant Classics).
- Jan Ladislav Dussek: Klaviersonaten Vol. 1 & 2, Markus Becker (CPO)
- Dussek, Jan Ladislav & Sophia: Harp sonatas by Kyunghee Kim-Sutre (Sonarti records, 2013, RT01)
- J.L. Dussek: Sonatas for Harp and Fortepiano by Kyunghee Kim-Sutre and Laure Colladant (Mandala, 1995, MAN4854)